# Ordre de bataille de la bataille de Solférino
La bataille de Solférino, le 24 juin 1859 près de Solférino en Lombardie a vu les souverains du royaume de Sardaigne et de l'Empire français affronter l'empereur d'Autriche. Les armées avaient la composition suivante.

## Armée autrichienne
Commandant en chef : François-Joseph Ier, empereur d'Autriche et roi de Hongrie
Chef d'état-major : Heinrich von Hess
Les forces autrichiennes sont divisées en deux armées. Sauf précisions, chaque régiment d'infanterie compte quatre bataillons. Une batterie compte huit canons.

### 1rearmée
La 1re armée est commandée par le Feldzeugmeister Wimpffen.
Réserve d'artillerie d'armée : vingt-quatre canons, dont seize engagés ou onze batteries, soit quatre-vingt-huit canons

#### IIecorps
Non engagé dans les combats, ce corps compte 17 710 fantassins, 450 cavaliers, 56 canons, sous le commandement du Feldmarschall-Leutnant de Liechtenstein (en).
- 1re division - Feldmarschall-Leutnant Jelačić (de)
  - Brigade Szabo
    - 1er bataillon du 9e régiment d'infanterie de frontière (en)
    - 12e régiment d'infanterie « archiduc Guillaume » (sl)
    - Huit canons

  - Brigade Wachter
    - 1er bataillon du 10e régiment d'infanterie de frontière (en)
    - 46e régiment d'infanterie « comte Jelačić » (sl)
    - Huit canons
- 2e division - Feldmarschall-Leutnant Herdy
  - Brigade Kintzl
    - 45e régiment d'infanterie « archiduc Sigismund » (sl)

  - Brigade Hahn
    - 4e bataillon du 21e régiment d'infanterie (sl)
    - 4e bataillon du 31e régiment d'infanterie (sl)
    - 4e bataillon du 32e régiment d'infanterie (sl)
    - 4e bataillon du 39e régiment d'infanterie (sl)
    - 4e bataillon du 47e régiment d'infanterie (sl)
    - 4e bataillon du 54e régiment d'infanterie (sl)
    - Huit canons
- Artillerie de corps : trente-deux canons
- Cavalerie :
  - 12e régiment de hussards (de) (quatre escadrons)
- Garnison de Mantoue :
  - 4e bataillon du 1er régiment d'infanterie (sl)
  - 4e bataillon du 33e régiment d'infanterie (sl)
  - 4e bataillon du 49e régiment d'infanterie (sl)

#### IIIecorps
Ce corps engage dans la bataille 17 895 fantassins, 880 cavaliers et 72 canons, sous le commandement du Feldmarschall-Leutnant Schwarzenberg.
- 1re division - Feldmarschall-Leutnant Schönberg (it)
  - Brigade Pokorny
    - 15e bataillon de chasseurs à pied (de)
    - 58e régiment d'infanterie (sl)
    - 1re batterie (à pied) du 3e régiment d'artillerie[3]

  - Brigade Dienstel
    - 13e bataillon de chasseurs à pied (de)
    - 27e régiment d'infanterie (sl) (4e bataillon détaché à la brigade Reichlin du VIIIe corps)
    - 2e batterie (à pied) du 3e régiment d'artillerie[3]
- 2e division - Feldmarschall-Leutnant Haberman
  - Brigade Wetzlar
    - 2e bataillon du 2e régiment d'infanterie de frontière (en)
    - 5e régiment d'infanterie (sl)
    - 4e batterie (à pied) du 3e régiment d'artillerie[3]

  - Brigade Harting
    - 23e bataillon de chasseurs à pied (de)
    - 14e régiment d'infanterie (sl)
    - 3e batterie (à pied) du 3e régiment d'artillerie[3]

  - Brigade Rösgen
    - 7e bataillon de chasseurs à pied (de) (non engagé au combat)
    - 49e régiment d'infanterie (sl)
    - 8e batterie (à cheval) du 3e régiment d'artillerie[3]
- Artillerie de corps : trente-deux canons (4 batteries[3])
- Cavalerie :
  - 10e régiment de hussards (de) (huit escadrons)

#### IXecorps
Ce corps engage dans la bataille 18 728 fantassins, 480 cavaliers et 64 canons, sous le commandement du General der Kavallerie Schaffgotsch.
- 1re division - Feldmarschall-Leutnant Handl
  - Brigade Castiglione
    - 2e bataillon du 8e régiment d'infanterie de frontière (en)
    - 19e régiment d'infanterie (sl) (4e bataillon détaché à la brigade Reichlin du VIIIe corps)
    - 1re batterie (à pied) du 9e régiment d'artillerie[3]

  - Brigade Wimpffen
    - 1er bataillon du 8e régiment d'infanterie de frontière (en) (non engagé au combat)
    - 40e régiment d'infanterie (sl)
    - 3e batterie (à pied) du 9e régiment d'artillerie[3]

  - Brigade Suini
    - 16e bataillon de chasseurs à pied (de)
    - 34e régiment d'infanterie (sl)
    - 11e batterie (à cheval) du 9e régiment d'artillerie[3]
- 2e division - Feldmarschall-Leutnant Crenneville (en)
  - Brigade Blumencron
    - 4e bataillon de chasseurs à pied (de)
    - 52e régiment d'infanterie (sl)
    - 8e batterie (à cheval) du 9e régiment d'artillerie[3]

  - Brigade Fehlmayer
    - Bataillon d'infanterie de frontière (en) Titler
    - 8e régiment d'infanterie (sl)
    - 9e batterie (à pied) du 7e régiment d'artillerie[2]
- Artillerie de corps : quatre batterie d'artillerie (trente-deux[2] ou vingt-quatre[1] canons)
- Cavalerie :
  - 12e régiment de hussards (sl) (quatre escadrons)

#### XIecorps
Ce corps engage dans la bataille 12 486 fantassins, 560 cavaliers et 25 canons, sous le commandement du Feldmarschall-Leutnant Weigl (it).
- 1re division - Feldmarschall-Leutnant Schwartzel
  - Brigade Sebottendorf (non engagée au combat)
    - 10e bataillon de chasseurs à pied (de)
    - 37e régiment d'infanterie (sl)
    - 1re batterie (à pied) du 11e régiment d'artillerie[2]

  - Brigade Greschke
    - 35e régiment d'infanterie (sl)
    - 11e batterie (à cheval) du 11e régiment d'artillerie[2]
- 2e division - Feldmarschall-Leutnant Blomberg
  - Brigade Baltin
    - 2e bataillon du 5e régiment d'infanterie de frontière (en)
    - 9e régiment d'infanterie (sl) (4e bataillon détaché à la brigade Reichlin du VIIIe corps)
    - 10e batterie (à cheval) du 11e régiment d'artillerie[2]

  - Brigade Dobrzensky (non engagée au combat)
    - 21e bataillon de chasseurs à pied (de)
    - 42e régiment d'infanterie (sl)
    - 3e batterie (à pied) du 11e régiment d'artillerie[2]

  - Brigade Host (non engagée au combat)
    - 2e bataillon du 9e régiment d'infanterie de frontière (en)
    - 57e régiment d'infanterie (sl)
    - 3e batterie (à pied) du 11e régiment d'artillerie[2]
- Artillerie de corps : huit canons (une batterie de réserve[2])
- Cavalerie :
  - 4e régiment de ulans (de) (quatre escadrons)

#### Division de cavalerie
Sous le commandement du Feldmarschall-Leutnant Zedtwitz, cette division engage 2 970 cavaliers et seize canons.
- Brigade Vopaterny
  - 3e régiment de hussards (de) (8 escadrons)
  - 11e régiment de hussards (8 escadrons)
  - 10e batterie (à cheval) du 9e régiment d'artillerie[2]
- Brigade Lauingen
  - 1er régiment de dragons (6 escadrons)
  - 3e régiment de dragons (6 escadrons)
    - Batterie à cheval du 9e régiment d'artillerie[2]

### 2earmée
La 2e armée est commandée par le Feldzeugmeister Schlik.
- Réserve d'artillerie d'armée : 112 canons (14 batteries[4]), non engagés[5]
- Autres réserves[4] :
  - Trois bataillons de pionniers
  - Quatorze équipages de pontonniers
  - Trois bataillons de sapeurs

#### Iercorps
Ce corps engage dans la bataille 15 190 fantassins, 480 cavaliers et 56 canons, sous le commandement du Feldmarschall-Leutnant Clam-Gallas.
- 1re division - Feldmarschall-Leutnant Montenuovo
  - Brigade Paszthory
    - 2e bataillon de chasseurs à pied (de) (non engagé au combat)
    - 60e régiment d'infanterie (sl)
    - 1re batterie (à pied) du 1er régiment d'artillerie[6]

  - Brigade Brunner
    - 1er et 2e bataillons du 11e régiment d'infanterie de frontière (en)
    - 29e régiment d'infanterie (sl)
    - 2e batterie (à pied) du 1er régiment d'artillerie[6]
- 2e division - Feldmarschall-Leutnant Sztankovics (de)
  - Brigade Hoditz
    - 14e bataillon de chasseurs à pied (de)
    - 48e régiment d'infanterie (sl)
    - 4e batterie (à pied) du 1er régiment d'artillerie[6]

  - Brigade Reczniçek
    - 24e bataillon de chasseurs à pied (de)
    - 16e régiment d'infanterie (sl)
    - 10e batterie (à cheval) du 1er régiment d'artillerie[6]
- Artillerie de corps : 24 canons (quatre batteries[6])
- Cavalerie :
  - 12e régiment de hussards (quatre escadrons)

#### Vecorps
Ce corps engage dans la bataille 19 596 fantassins, 480 cavaliers et 60 canons sous le commandement du Feldmarschall-Leutnant Stadion (en).
- 1re division - Feldmarschall-Leutnant Pálffy (cs)
  - Brigade Gaal
    - 1er bataillon du 1er régiment d'infanterie de frontière (en)
    - 3e régiment d'infanterie (sl)
    - 3e batterie (à pied) du 5e régiment d'artillerie[6]

  - Brigade Puchner
    - 4e bataillon de Kaiserjäger
    - 31e régiment d'infanterie (sl)
    - 11e batterie (à cheval) du 5e régiment d'artillerie[6]

  - Brigade Bils
    - 2e bataillon du 3e régiment d'infanterie de frontière (en)
    - 47e régiment d'infanterie (sl)
    - 4e batterie (à pied) du 5e régiment d'artillerie[6]
- 2e division - Feldmarschall-Leutnant Sternberg (de)
  - Brigade Koller
    - 1er bataillon du 3e régiment d'infanterie de frontière (en)
    - 32e régiment d'infanterie (sl)
    - 2e batterie (à pied) du 5e régiment d'artillerie[6]

  - Brigade Festetics
    - 6e bataillon de chasseurs à pied (de)
    - 21e régiment d'infanterie (sl)
    - 8e batterie (à cheval) du 5e régiment d'artillerie[6]
- Artillerie de corps : 20 canons[1] (ou 32 canons en quatre batteries[6])
- Cavalerie :
  - 12e régiment de ulans (quatre escadrons)

#### VIIecorps
Ce corps engage dans la bataille 15 728 fantassins, 480 cavaliers et 32 canons sous le commandement du Feldmarschall-Leutnant Zobel (en).
- 1re division - Feldmarschall-Leutnant de Hesse
  - Brigade Wussin
    - 2e bataillon du 1er régiment d'infanterie de frontière (en)
    - 1er régiment d'infanterie (de)
    - 1re batterie (à pied) du 7e régiment d'artillerie[7]

  - Brigade Gablenz
    - 2e bataillon de Kaiserjäger
    - 1er bataillon du 4e régiment d'infanterie de frontière (en)
    - 54e régiment d'infanterie (sl)
    - 8e batterie (à cheval) du 7e régiment d'artillerie[7]
- 2e division - Feldmarschall-Leutnant Lilia (en)
  - Brigade Brandenstein
    - 19e bataillon de chasseurs à pied (de)
    - 53e régiment d'infanterie (sl)
    - 2e batterie (à pied) du 7e régiment d'artillerie[7]

  - Brigade Wallon
    - 1er bataillon du 2e régiment d'infanterie de frontière (en)
    - 22e régiment d'infanterie (sl)
    - 3e batterie (à pied) du 7e régiment d'artillerie[7]
- Artillerie de corps : 16 canons (en deux batteries [7], non engagés
- Cavalerie :
  - 1er régiment de hussards (quatre escadrons)

#### VIIIecorps
Ce corps engage dans la bataille 20 160 fantassins, 560 cavaliers et 72 canons sous le commandement du Feldmarschall-Leutnant Benedek.
- 1re division - Feldmarschall-Leutnant Berger (it)
  - Brigade Watervliet
    - 2e bataillon de Kaiserjäger[7]
    - 7e régiment d'infanterie (sl)
    - 2e batterie (à pied) du 8e régiment d'artillerie[7]

  - Brigade Kuhn
    - 2e bataillon du 4e régiment d'infanterie de frontière (en)
    - 11e régiment d'infanterie (sl)
    - 10e batterie (à cheval) du 8e régiment d'artillerie[7]
- 2e division - Feldmarschall-Leutnant Lang
  - Brigade Philipovics
    - 5e bataillon de Kaiserjäger
    - 17e régiment d'infanterie (sl)
    - 1re batterie (à pied) du 8e régiment d'artillerie[7]

  - Brigade Dauber
    - 3e bataillon de chasseurs à pied (de)
    - 39e régiment d'infanterie (sl)
    - 9e batterie (à cheval) du 8e régiment d'artillerie[7]

  - Brigade Lipert[5]
    - 9e bataillon de chasseurs à pied (de)
    - 59e régiment d'infanterie (sl)
    - 11e batterie (à cheval) du 8e régiment d'artillerie[7]

  - Brigade Reichlin transférée du VIe corps le 22 juin[5]
    - 4e bataillon du 9e régiment d'infanterie (sl)
    - 4e bataillon du 12e régiment d'infanterie (sl)
    - 4e bataillon du 18e régiment d'infanterie (sl)
    - 4e bataillon du 18e régiment d'infanterie (sl)

  - 10e batterie (à cheval) du 3e régiment d'artillerie[4]
- Artillerie de corps : 24 canons[5] (ou 32 canons en quatre batteries[7])
- Cavalerie :
  - 1er régiment de hussards (quatre escadrons)[5]

#### Division de cavalerie
Sous le commandement du Feldmarschall-Leutnant Mensdorff, cette division engage 2 970 cavaliers et seize canons.
- Brigade Zichy
  - 1er régiment de ulans (8 escadrons)
  - 4e régiment de ulans (8 escadrons)
  - 9e batterie (à cheval) du 3e régiment d'artillerie[7]
- Brigade Holstein
  - 5e régiment de dragons (6 escadrons)
  - 6e régiment de dragons (6 escadrons)
  - 10e batterie (à cheval) du 3e régiment d'artillerie[7] (à la brigade Reichlin après le 22 juin ?[4])

## Armées française et sarde

### Armée française
Commandant en chef : Napoléon III
Chef d'état-major : maréchal Vaillant
Sauf contre-indication, les régiments d'infanterie ont trois bataillons, les régiments de cavalerie trois escadrons et les batteries six canons.

#### Garde impériale
Sous le commandement du général Regnaud de Saint-Jean d'Angély, la Garde impériale engage 14 022 fantassins, 3 259 cavaliers et 36 canons.
- 1re division - général Mellinet
  - Brigade Niol (it)
    - Régiment de zouaves de la Garde impériale (2 bataillons)
    - 1er régiment de grenadiers de la Garde impériale

  - Brigade Blanchard
    - 2e régiment de grenadiers de la Garde impériale
    - 3e régiment de grenadiers de la Garde impériale

  - 3e et 4e batteries du régiment d'artillerie de la Garde impériale[8]
- 2e division - général Camou
  - Brigade Manèque
    - Bataillon de chasseurs à pied de la Garde impériale
    - 1er régiment de voltigeurs de la Garde impériale
    - 2e régiment de voltigeurs de la Garde impériale

  - Brigade Picard
    - 3e régiment de voltigeurs de la Garde impériale
    - 4e régiment de voltigeurs de la Garde impériale

  - 5e et 6e batteries du régiment d'artillerie de la Garde impériale[8]
- Division de cavalerie - général Morris
  - Brigade Marion
    - 1er régiment de cuirassiers de la Garde impériale
    - 2e régiment de cuirassiers de la Garde impériale

  - Brigade de Champeron
    - Régiment de dragons de l'Impératrice
    - Régiment de lanciers de la Garde impériale

  - Brigade Cassaignolles
    - Régiment de chasseurs à cheval de la Garde impériale
    - Régiment de guides de la Garde impériale

  - 3e et 4e batteries du régiment d'artillerie à cheval de la Garde impériale[8]
- L'artillerie de corps (douze autres canons) n'est pas engagée à la bataille de Solférino.

#### Iercorps
Sous le commandement du maréchal Baraguey d'Hilliers, le Ier corps compte 20 527 fantassins, 2 457 cavaliers et 66 canons.
- 1re division - général Forey
  - Brigade Dieu
    - 17e bataillon de chasseurs à pied
    - 74e régiment d'infanterie de ligne
    - 84e régiment d'infanterie de ligne

  - Brigade d'Alton
    - 91e régiment d'infanterie de ligne
    - 98e régiment d'infanterie de ligne

  - Artillerie et génie[9] :
    - 6e batterie du 8e régiment d'artillerie montée
    - 14e batterie du 10e régiment d'artillerie montée
    - 1re compagnie du 2e bataillon du 1er régiment du génie
- 2e division - général Ladmirault
  - Brigade Douay
    - 10e bataillon de chasseurs à pied
    - 15e régiment d'infanterie de ligne
    - 21e régiment d'infanterie de ligne

  - Brigade de Négrier
    - 61e régiment d'infanterie de ligne
    - 100e régiment d'infanterie de ligne

  - Artillerie et génie[9] :
    - 7e batterie du 11e régiment d'artillerie montée
    - 15e batterie du 10e régiment d'artillerie montée
    - 5e compagnie du 1er bataillon du 1er régiment du génie
- 3e division - général Bazaine
  - Brigade Goze
    - 1er régiment de zouaves
    - 33e régiment d'infanterie de ligne
    - 34e régiment d'infanterie de ligne

  - Brigade Dumont
    - 37e régiment d'infanterie de ligne
    - 78e régiment d'infanterie de ligne

  - Artillerie et génie[9] :
    - 12e batterie du 12e régiment d'artillerie montée
    - 9e batterie du 13e régiment d'artillerie montée
    - 6e compagnie du 2e bataillon du 1er régiment du génie
- Division de cavalerie - général Desvaux
  - Brigade de Planhol
    - 5e régiment de hussards
    - 1er régiment de chasseurs d'Afrique

  - Brigade de Forton
    - 2e régiment de chasseurs d'Afrique
    - 3e régiment de chasseurs d'Afrique

  - 8e batterie du 16e régiment d'artillerie à cheval[9]
- Artillerie de corps[5]
  - Deux batterie d'artillerie à pied
  - Une batterie d'artillerie montée
  - Une batterie d'artillerie à cheval

#### IIecorps
Sous le commandement du général Patrice de Mac Mahon, le IIe corps compte 16 156 fantassins, 1 347 cavaliers et 48 canons.
- 1re division - général Forey
  - Brigade Lefèvre
    - Régiment provisoire de tirailleurs algériens
    - 45e régiment d'infanterie de ligne

  - Brigade Douay
    - 65e régiment d'infanterie de ligne
    - 70e régiment d'infanterie de ligne

  - Artillerie et génie[9] :
    - 12e batterie du 7e régiment d'artillerie montée
    - 11e batterie du 11e régiment d'artillerie montée
    - 4e compagnie du 2e bataillon du 1er régiment du génie
- 2e division - général Decaen
  - Brigade Gault
    - 11e bataillon de chasseurs à pied
    - 71e régiment d'infanterie de ligne
    - 72e régiment d'infanterie de ligne

  - Brigade de Castagny[10]
    - 2e régiment de zouaves
    - 2e régiment étranger

  - Artillerie et génie[10] :
    - 2e batterie du 9e régiment d'artillerie montée
    - 13e batterie du 13e régiment d'artillerie montée
    - 2e compagnie du 2e bataillon du 1er régiment du génie
- Brigade de cavalerie  - général Gaudin de Villaine
  - 4e régiment de chasseurs à cheval
  - 7e régiment de chasseurs à cheval
- Artillerie de corps :
  - Deux batteries montées, une batterie à pied et une batterie à cheval[5]

#### IIIecorps
Sous le commandement du maréchal Canrobert, le IIIe corps engage 11 204 fantassins, 1 113 cavaliers et 24 canons dans la bataille.
- 1re division - général Renault
  - Brigade Doëns
    - 8e bataillon de chasseurs à pied
    - 23e régiment d'infanterie de ligne
    - 90e régiment d'infanterie de ligne

  - Brigade Jannin
    - 41e régiment d'infanterie de ligne
    - 56e régiment d'infanterie de ligne

  - Artillerie et génie[10] :
    - 9e batterie du 8e régiment d'artillerie montée
    - 11e batterie du 12e régiment d'artillerie montée
    - 3e compagnie du 2e bataillon du 3e régiment du génie
- 2e division - général Trochu
  - Brigade Bataille
    - 19e bataillon de chasseurs à pied
    - 43e régiment d'infanterie de ligne
    - 44e régiment d'infanterie de ligne

  - Brigade Collineau (non engagée à Solférino)
    - 64e régiment d'infanterie de ligne
    - 88e régiment d'infanterie de ligne

  - Artillerie et génie[10] :
    - 2e batterie du 9e régiment d'artillerie montée
    - 13e batterie du 13e régiment d'artillerie montée
    - 2e compagnie du 2e bataillon du 1er régiment du génie
- 3e division - général Bourbaki (non engagée à Solférino)
  - Brigade Vergé
    - 18e bataillon de chasseurs à pied
    - 11e régiment d'infanterie de ligne
    - 14e régiment d'infanterie de ligne

  - Brigade Ducrot
    - 46e régiment d'infanterie de ligne
    - 59e régiment d'infanterie de ligne

  - Deux batteries
- Division de cavalerie - général Partouneaux
  - Brigade de Clérambault
    - 2e régiment de hussards
    - 7e régiment de hussards

  - Brigade de Labareyre
    - 1er régiment de lanciers
    - 4e régiment de lanciers

  - 6e batterie du 15e régiment d'artillerie à cheval
- Artillerie de corps : deux batteries à cheval, deux batteries montées et une batterie à pied (non engagés)

#### IVecorps
Sous le commandement du général Niel, le IVe corps engage 21 026 fantassins, 986 cavaliers et 66 canons dans la bataille.
- 1re division - général de Luzy
  - Brigade C. Douay
    - 5e bataillon de chasseurs à pied
    - 30e régiment d'infanterie de ligne
    - 49e régiment d'infanterie de ligne

  - Brigade Lenoble
    - 6e régiment d'infanterie de ligne
    - 8e régiment d'infanterie de ligne

  - Artillerie et génie[11] :
    - 13e batterie du 12e régiment d'artillerie montée
    - 7e batterie du 13e régiment d'artillerie montée
    - 5e compagnie du 5e bataillon du 1er régiment du génie
- 2e division - général Vinoy
  - Brigade Capriol
    - 6e bataillon de chasseurs à pied
    - 52e régiment d'infanterie de ligne
    - 73e régiment d'infanterie de ligne

  - Brigade de Lacharrière
    - 85e régiment d'infanterie de ligne
    - 86e régiment d'infanterie de ligne

  - Artillerie et génie[11] :
    - 12e batterie du 8e régiment d'artillerie montée
    - 9e batterie du 9e régiment d'artillerie montée
    - 6e compagnie du 1er bataillon du 1er régiment du génie
- 3e division - général de Failly
  - Brigade O'Farrel
    - 15e bataillon de chasseurs à pied
    - 2e régiment d'infanterie de ligne
    - 53e régiment d'infanterie de ligne

  - Brigade Saurin
    - 55e régiment d'infanterie de ligne
    - 76e régiment d'infanterie de ligne

  - Artillerie et génie[11] :
    - 7e batterie du 10e régiment d'artillerie montée
    - 12e batterie du 13e régiment d'artillerie montée
    - 3e compagnie du 2e bataillon du 3e régiment du génie
- Brigade de cavalerie - général de Rochefort
  - 2e régiment de chasseurs à cheval
  - 10e régiment de chasseurs à cheval
- Artillerie et génie du corps[11] :
  - Réserve et parc d'artillerie : vingt-et-un canons (ou trente canons en deux batteries à cheval, deux batteries montées et une batterie à pied[12])
- Une compagnie du 3e régiment du génie (non engagée dans la bataille)

### Armée du royaume de Sardaigne
Commandant en chef : Victor-Emmanuel II
Chef d'état-major : lieutenant-général Della Rocca
Sauf contre-indications, les régiments d'infanterie comptent quatre bataillons, les régiments de cavalerie quatre escadrons et les batteries d'artillerie six canons.
- 1re division - lieutenant-général Durando (9 034 fantassins, 410 cavaliers) :
  - Brigade des grenadiers de Sardaigne
    - 3e bataillon de bersagliers
    - 1er régiment de grenadiers
    - 2e régiment de grenadiers

  - Brigade de Savoie
    - 4e bataillon de bersagliers
    - 1er régiment d'infanterie
    - 2e régiment d'infanterie

  - Régiment de chevau-légers d'Alexandrie (en)
  - 10e, 11e et 12e batteries d'artillerie de campagne
- 2e division - lieutenant-général Fanti (9 629 fantassins, 351 cavaliers) :
  - Brigade du Piémont
    - 9e bataillon de bersagliers
    - 3e régiment d'infanterie
    - 4e régiment d'infanterie

  - Brigade d'Aoste
    - 1er bataillon de bersagliers
    - 5e régiment d'infanterie
    - 6e régiment d'infanterie

  - Régiment de chevau-légers d'Aoste (en)
  - 13e, 14e et 15e batteries d'artillerie de campagne[13]
- 3e division - lieutenant-général Mollard (8 999 fantassins, 389 cavaliers) :
  - Brigade de Cuneo
    - 10e bataillon de bersagliers
    - 7e régiment d'infanterie
    - 8e régiment d'infanterie

  - Brigade de Pinerolo (en)
    - 2e bataillon de bersagliers
    - 13e régiment d'infanterie
    - 14e régiment d'infanterie

  - Régiment de chevau-légers de Montferrat (en)
  - 4e et 8e batteries d'artillerie de campagne
- 4e division - lieutenant-général Cialdini (pour mémoire, absente à la bataille

de Solférino)
- 5e division - lieutenant-général Cucchiari (9 512 fantassins, 412 cavaliers) :
  - Brigade de Casale
    - 8e bataillon de bersagliers
    - 11e régiment d'infanterie
    - 12e régiment d'infanterie

  - Brigade d'Acqui
    - 5e bataillon de bersagliers
    - 17e régiment d'infanterie
    - 18e régiment d'infanterie

  - Régiment de chevau-légers de Saluzzo (en)
  - 16e, 17e et 18e batteries d'artillerie de campagne[13]
- Division de cavalerie - lieutenant-général Sonnaz (2 079 cavaliers, 12 canons)
  - Régiment de chevau-légers de Nice
  - Régiment de chevau-légers de Montferrat (en)
  - Régiment de chevau-légers du Piémont (en)
  - Régiment de chevau-légers de Savoie
  - 1re et 2e batteries d'artillerie à cheval[14]